# Tergissima
Tergissima is een geslacht van vlinders van de familie Lycaenidae, uit de onderfamilie Lycaeninae.

## Soorten
- T. macphersoni Johnson, 1988
- T. montanensis Johnson, 1988
- T. mosconiensis Johnson, 1988
- T. shargeli Johnson, 1988